# Strada provinciale 36 Val di Zena
La strada provinciale 36 Val di Zena è una strada provinciale italiana della città metropolitana di Bologna, nell'omonima vallata.

## Percorso
Parte dalla località Pulce (San Lazzaro di Savena), ben collegata con la città di Bologna e con la Via Emilia. Puntando da subito a sud, a Farneto incontra il torrente Zena, della cui valle segue una lunga porzione. Entra poi nel comune di Pianoro proseguendo verso meridione sul fondovalle: tocca così i piccoli centri di Botteghino di Zocca e Zena. La fine della strada è posta a Fornace di Zena.